# James E. Murray
James Edward Murray, född 3 maj 1876 i Ontario, död 23 mars 1961 i Butte, Montana, var en kanadensisk-amerikansk politiker (demokrat). Han representerade delstaten Montana i USA:s senat 1934-1961.
Murray studerade vid St. Jerome's College i Ontario. Han emigrerade 1897 till USA och avlade år 1900 juristexamen vid New York University. Han var sedan verksam som advokat och som bankman i Butte. Han gifte sig 1905 med Viola E. Horgan. Han var åklagare i Silver Bow County 1906-1908.
Senator Thomas J. Walsh avled 1933 i ämbetet och John Edward Erickson blev utnämnd till senaten fram till fyllnadsvalet året efter. Murray vann fyllnadsvalet och tillträdde som senator den 7 november 1934. Han omvaldes 1936, 1942, 1948 och 1954.
Walsh ställde inte upp för omval i senatsvalet 1960. Han efterträddes som senator i januari 1961 av Lee Metcalf.
Walsh avled i Montana mindre än tre månader efter att ha lämnat ämbetet som senator. Han gravsattes på Holy Cross Cemetery i Butte.